# モンバルカーロ
モンバルカーロ（伊: Mombarcaro）は、イタリア共和国ピエモンテ州クーネオ県にある、人口約300人の基礎自治体（コムーネ）。

## 地理

### 位置・広がり

#### 隣接コムーネ
隣接するコムーネは以下の通り。
- カメラーナ
- ゴルツェーニョ
- モネジーリオ
- ムラッツァーノ
- ニエッラ・ベルボ
- パロルド
- プルネット
- サーレ・サン・ジョヴァンニ
- サン・ベネデット・ベルボ

#### 地震分類
イタリアの地震リスク階級 (it) では、4 に分類される
。

## 行政

### 分離集落
モンバルカーロには、以下の分離集落（フラツィオーネ）がある。
- Bragioli, Costalunga, Grossi, Lunetta, Rocca Bertone, San Bernardo, San Luigi, Valle, Viglierchi